# Magnus Carlsen
Sven Magnus Øen Carlsen (* 30. listopadu 1990 Tønberg) je norský šachový velmistr, jeden z nejlepších šachistů všech dob. Od roku 2013 do roku 2023 držel titul mistra světa v šachu, přičemž ho obhájil čtyřikrát za sebou. Další obhajoby se vzdal pro ztrátu motivace.
Velmistrem se stal 26. dubna 2004 ve věku 13 let, 4 měsíců a 27 dní, stal se tak třetím nejmladším velmistrem v historii. V lednu 2010 se stal jedničkou světového žebříčku mužů podle FIDE ELO, a v červenci dosáhl rating Elo 2826 bodů, které bylo v té době druhé nejvyšší v historii. Je pátým (a po Alirezu Firouzjovi nejmladším) hráčem v historii, kterému se podařilo pokořit hranici 2800 Elo bodů. V lednu 2013 se jeho Elo vyšplhalo na hodnotu 2861 bodů, čímž překonal historický rekord Garriho Kasparova z roku 1999 (2851 bodů). O měsíc později dosáhl hodnoty Elo 2872 bodů. Historicky nejvyšší hodnoty 2882 Elo bodů dosáhl v květnu 2014.
V roce 2005 o něm byl natočen film The Prince of Chess, který režíroval Øyvind Asbjørnsen. Žije v Lommedalenu, poblíž norského hlavního města Osla.

## Šachová kariéra

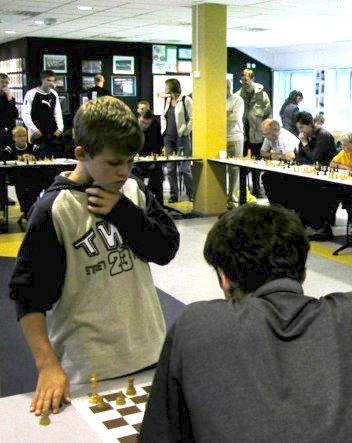
Carlsen v roce 2004

### První úspěchy
Prvního turnaje se zúčastnil ve svých osmi letech. Byl trénován předními norskými hráči jako jsou Torbjørn Ringdahl-Hansen a Simen Agdestein. V roce 2004 se již začal zúčastňovat větších mezinárodních turnajů a skončil druhý na Mistrovství Norska, za Berge Østenstadem. Mediální pozornost mu přineslo hlavně vítězství skupiny C na velmi prestižním turnaji Corus Chess Tournament v nizozemském Wijk aan Zee, kde získal 10,5 bodu ze 13 a uhrál si performance 2702. Lubomír Kaválek ho v témže roce označil v The Washington Postu jako "Mozarta šachu" ("Mozart of chess"). O rok později již začal porážet přední světové hráče Alexeje Širova nebo Joela Lautiera. Pravidelně se účastnil prestižních velmistrovských turnajů a dělil první místo na Mistrovství Norska.

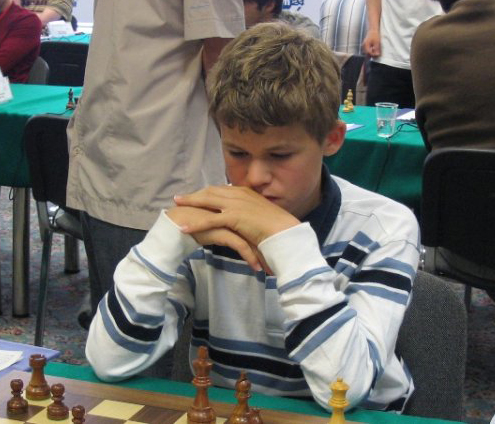
Carlsen v roce 2005

Roku 2006 vyhrál bleskový turnaj v Glitniru, kde mj. porazil i Višvanáthana Ánanda poměrem 2:0. Roku 2007 nastoupil na turnaji v Linaresu a s nejnižším ratingem obsadil druhé místo. Za ním zůstala většina světové špičky jako Veselin Topalov, Pjotr Svidler, Alexandr Morozevič, Levon Aronjan, Péter Lékó a Vasyl Ivančuk. Turnaj vyhrál Ánand.
Za svého možného nástupce ho označil záhy i Garri Kasparov. Později spolu začali spolupracovat, až v září 2009 média oznámila, že se Kasparov stal Carlsenovým oficiálním trenérem.

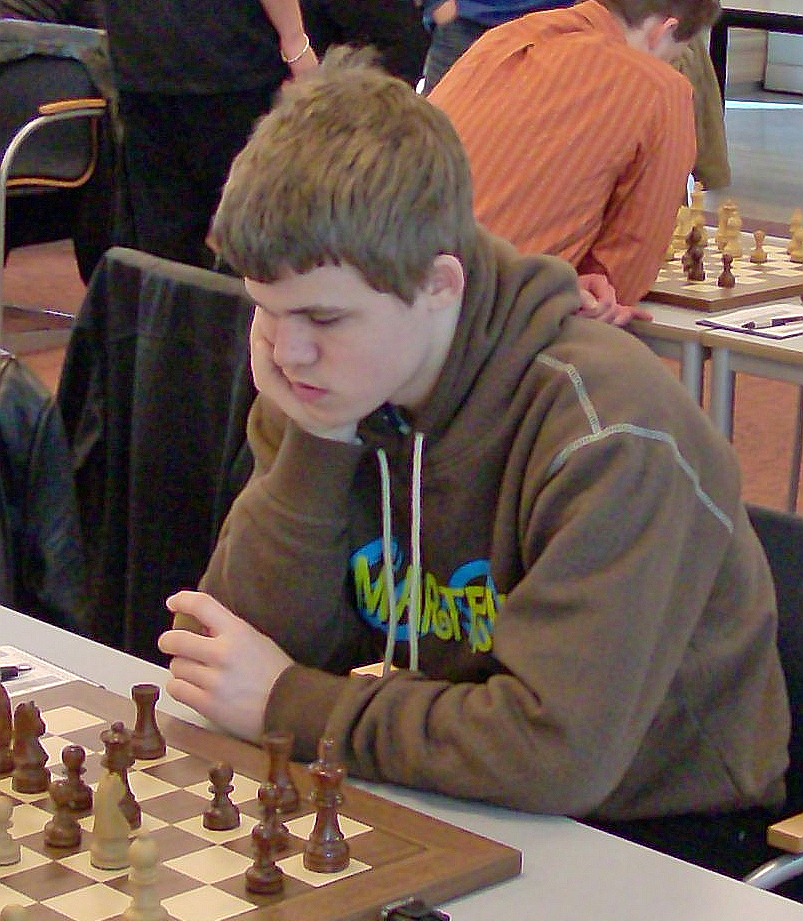
Carlsen v roce 2008

V prosinci 2008 se odhlásil ze seriálu Grand Prix a oznámil, že ani jinak nezasáhne do systému mistrovství světa, který měl vyvrcholit zápasem o titul s Ánandem v roce 2011 (nakonec se zápas o titul konal až v květnu 2012).
Velký ohlas mělo jeho vítězství na superturnaji Pearl Spring Chess Tournament v Nankingu. V první polovině turnaje hraného za účasti šesti hráčů dvoukolově každý s každým zaznamenal čtyři výhry při jedné remíze. Ve druhé polovině potvrdil svůj úspěch dvěma výhrami při třech remízách a s celkovým výsledkem 8 bodů z 10 zvítězil o 2,5 bodu před obhájcem vítězství Veselinem Topalovem. Jeho ELO performance o dva body překonalo hodnotu 3000 bodů, což se podle dostupných informací předtím na žádném turnaji ještě nikdy nikomu nepodařilo. Díky tomu se ve světovém žebříčku Fide Elo v listopadu 2009 dostal nad hranici 2800 bodů a po Kasparovovi, Kramnikovi, Ánandovi a Topalovovi to zvládl jako teprve pátý (a v té době zároveň nejmladší) hráč historie.
Dne 20. listopadu 2009 se stal mistrem světa v bleskovém šachu. Na šampionátu v Moskvě si titul zajistil s nepřekonatelným náskokem 3,5 bodu už po 40 ze 42 kol. Na Elo listině FIDE k 1. lednu 2010 se s 2810 body stal nejmladší světovou jedničkou v historii šachu. Tuto roli vzápětí potvrdil vítězstvím na turnaji Corus ve Wijku (8,5 bodu z 13 partií před Vladimirem Kramnikem a Alexejem Širovem). Další prvenství bez porážky si připsal na Královském turnaji v rumunském Mediași, kde měl se 7,5 bodů z 10 partií velký náskok dvou bodů na dvojici Tejmur Radžabov a Boris Gelfand.
V červnu 2011 vítězství v Mediași zopakoval, tentokrát bez porážky s 6,5 body z 10 partií na děleném prvním místě s Sergejem Karjakinem. V červenci zvítězil na turnaji v Bielu s 19 body z 10 partií (trojbodový systém, výsledek +5, -1, =4).

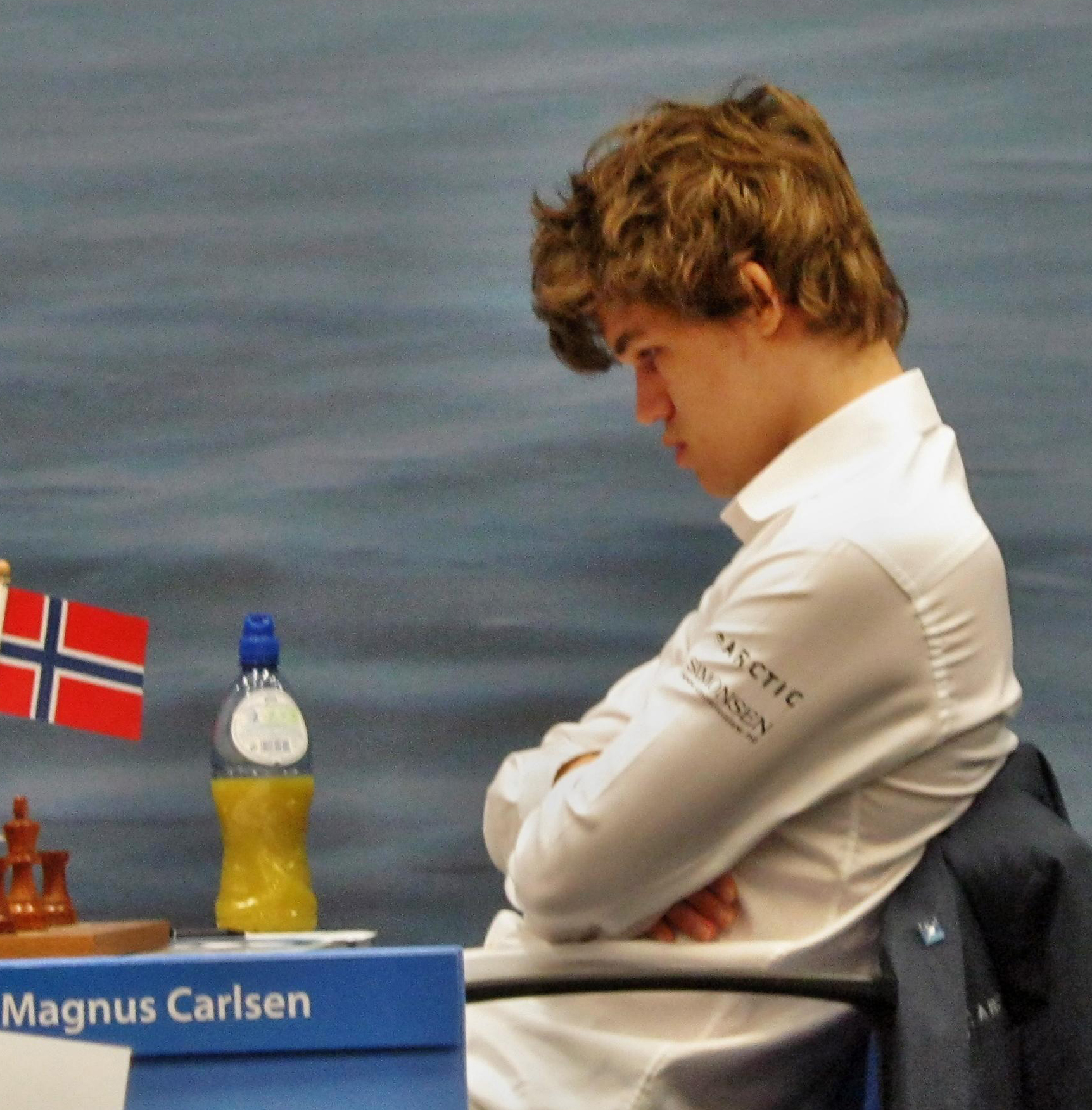
Carlsen v roce 2011

V prosinci 2012 se s oficiální hodnotou 2848 Elo bodů přiblížil k historickému rekordu 2851 bodů, který držel Garri Kasparov od roku 1999 a již další měsíc (protože od srpna 2012 začala FIDE vydávat Elo listinu každý měsíc) tento rekord o 10 bodů překonal. V únoru 2013 dosáhl Carlsen zatím nejvyšší historické hodnoty 2872 Elo bodů a zároveň největšího náskoku na druhého hráče ve světovém žebříčku, Vladimira Kramnika, který na něj ztrácel (na této úrovni propastných) 62 bodů.

### Mistrem světa
Magnus Carlsen zvítězil v prestižním Turnaji kandidátů 2013 v Londýně při účasti Vladimira Kramnika, Levona Aronjana, Tejmura Radžabova, Alexandra Griščuka, Vasyla Ivančuka, Pjotra Svidlera a Borise Gelfanda. Způsob, jakým se mu to podařilo, byl kuriózní. Před posledním kolem měl 8½ bodu stejně jako Kramnik, ale lepší druhé pomocné hodnocení (počet výher). K vítězství mu tedy stačilo získat v poslední partii se Svidlerem minimálně stejnou bodovou hodnotu jako Kramnik ve své partii s Ivančukem. Carlsen se však dostal do časové tísně a partii prohrál. To otevřelo Kramnikovi možnost vyhrát turnaj pouhou remízou v posledním kole, avšak partii také nezvládl a skončil tak v turnaji velmi těsně druhý kvůli zmíněnému horšímu pomocnému hodnocení.
Tím získal Magnus Carlsen právo vyzvat mistra světa Višvanáthana Ánanda k souboji o titul. Zápas se konal 9.–22. listopadu 2013 v indickém Čennaíi (dříve Madrás). Bylo naplánováno 12 partií s časovou kontrolou 120 minut na 40 tahů, 60 minut na dalších 20 tahů a 15 minut do konce partie s přídavkem 30 sekund počínaje 61. tahem. Carlsen vyhrál v 5., 6. a 9. partii a s náskokem 3 bodů (6½ : 3½) bez jediné porážky již dvě kola před koncem v turnaji jasně zvítězil, čímž se ve věku 22 let a 11 měsíců stal v pořadí 16. mistrem světa v klasickém šachu, prvním z Norska a Skandinávie vůbec.
Dne 12. října 2015 v Berlíně obhájil titul mistra světa v rapid šachu, když v poslední partii uhrál remízu s Šachrijarem Mamedjarovem, čímž si udržel potřebný minimální náskok nad druhými Janem Něpomňaščim, Tejmurem Radžabovem a Leinierem Domínguezem.
V listopadu 2016 v New Yorku podruhé obhájil svůj titul mistra světa, tentokrát proti ruskému velmistru Sergeji Karjakinovi, který zvítězil v Turnaji kandidátů 2016 v Moskvě. Vyhrál až v dodatečných rapid partiích 3–1.
V listopadu 2018 v Londýně opět obhájil titul, a to proti Fabianu Caruanovi z USA, který vyhrál Turnaj kandidátů 2018 v Berlíně. Všech 12 vážných partií skončilo remízou a rozhodnout musely dodatečné rapid partie, kde už Carlsen nekompromisně vyhrál v poměru 3–0.
V roce 2019 se dostal do skvělé formy a s velkým přehledem vyhrál všechny turnaje (např. Sinquefield cup 2019 nebo Grand Chess Tour Záhřeb 2019). Vyrovnal také svoje maximum v Elo ratingu (2882 bodů).

## Zápas o titul mistra světa 2013
| Zápas o titul mistra světa 2013 | Zápas o titul mistra světa 2013 | Zápas o titul mistra světa 2013 | Zápas o titul mistra světa 2013 | Zápas o titul mistra světa 2013 | Zápas o titul mistra světa 2013 | Zápas o titul mistra světa 2013 | Zápas o titul mistra světa 2013 | Zápas o titul mistra světa 2013 | Zápas o titul mistra světa 2013 | Zápas o titul mistra světa 2013 | Zápas o titul mistra světa 2013 | Zápas o titul mistra světa 2013 | Zápas o titul mistra světa 2013 | Zápas o titul mistra světa 2013 |
|                                 | FIDE Elo listopad 2013          | 1. partie 9.11.                 | 2. partie 10.11.                | 3. partie 12.11.                | 4. partie 13.11.                | 5. partie 15.11.                | 6. partie 16.11.                | 7. partie 18.11.                | 8. partie 19.11.                | 9. partie 21.11.                | 10. partie 22.11.               | 11. partie 24.11.               | 12. partie 26.11.               | Body                            |
| ------------------------------- | ------------------------------- | ------------------------------- | ------------------------------- | ------------------------------- | ------------------------------- | ------------------------------- | ------------------------------- | ------------------------------- | ------------------------------- | ------------------------------- | ------------------------------- | ------------------------------- | ------------------------------- | ------------------------------- |
| Višvanáthan Ánand               | 2775                            | ½                               | ½                               | ½                               | ½                               | 0                               | 0                               | ½                               | ½                               | 0                               | ½                               | Zápas byl již ukončen           | Zápas byl již ukončen           | 3½                              |
| Magnus Carlsen                  | 2870                            | ½                               | ½                               | ½                               | ½                               | 1                               | 1                               | ½                               | ½                               | 1                               | ½                               | Zápas byl již ukončen           | Zápas byl již ukončen           | 6½                              |

Po úvodních čtyřech remízách se Carlsen výhrou v 5. partii ujal vedení nad o generaci starším úřadujícím mistrem světa, a nakonec mu nedovolil ani jednu výhru a přesvědčivě ho porazil o tři body ještě před odehráním všech plánovaných her. Stal se tak historicky prvním norským a celkově 16. mistrem světa v šachu.

## Zápas o titul mistra světa 2014
| Zápas o titul mistra světa 2014 | Zápas o titul mistra světa 2014 | Zápas o titul mistra světa 2014 | Zápas o titul mistra světa 2014 | Zápas o titul mistra světa 2014 | Zápas o titul mistra světa 2014 | Zápas o titul mistra světa 2014 | Zápas o titul mistra světa 2014 | Zápas o titul mistra světa 2014 | Zápas o titul mistra světa 2014 | Zápas o titul mistra světa 2014 | Zápas o titul mistra světa 2014 | Zápas o titul mistra světa 2014 | Zápas o titul mistra světa 2014 | Zápas o titul mistra světa 2014 |
|                                 | FIDE Elo listopad 2014          | 1. partie 8.11.                 | 2. partie 9.11.                 | 3. partie 11.11.                | 4. partie 12.11.                | 5. partie 14.11.                | 6. partie 15.11.                | 7. partie 17.11.                | 8. partie 18.11.                | 9. partie 20.11.                | 10. partie 21.11.               | 11. partie 23.11.               | 12. partie 25.11.               | Body                            |
| ------------------------------- | ------------------------------- | ------------------------------- | ------------------------------- | ------------------------------- | ------------------------------- | ------------------------------- | ------------------------------- | ------------------------------- | ------------------------------- | ------------------------------- | ------------------------------- | ------------------------------- | ------------------------------- | ------------------------------- |
| Višvanáthan Ánand               | 2792                            | ½                               | 0                               | 1                               | ½                               | ½                               | 0                               | ½                               | ½                               | ½                               | ½                               | 0                               | Zápas byl již ukončen           | 4½                              |
| Magnus Carlsen                  | 2863                            | ½                               | 1                               | 0                               | ½                               | ½                               | 1                               | ½                               | ½                               | ½                               | ½                               | 1                               | Zápas byl již ukončen           | 6½                              |

 Již po roce vyzval Ánand svého přemožitele k obhajobě titulu. Tentokrát byl průběh zpočátku dramatičtější, avšak druhou turnajovou výhrou v 6. partii se Carlsen ujal vedení, které už nepustil. Po triumfu v 11. partii bylo jasné, že nadále zůstává mistrem světa.

## Zápas o titul mistra světa 2016
| Vážné partie    | Vážné partie           | Vážné partie     | Vážné partie     | Vážné partie     | Vážné partie     | Vážné partie     | Vážné partie     | Vážné partie     | Vážné partie     | Vážné partie     | Vážné partie      | Vážné partie      | Vážné partie      | Rapid partie     | Rapid partie     | Rapid partie     | Rapid partie     |      |
|                 | FIDE Elo listopad 2016 | 1. partie 11.11. | 2. partie 12.11. | 3. partie 14.11. | 4. partie 15.11. | 5. partie 17.11. | 6. partie 18.11. | 7. partie 20.11. | 8. partie 21.11. | 9. partie 23.11. | 10. partie 24.11. | 11. partie 26.11. | 12. partie 28.11. | 1. partie 30.11. | 2. partie 30.11. | 3. partie 30.11. | 4. partie 30.11. | Body |
| --------------- | ---------------------- | ---------------- | ---------------- | ---------------- | ---------------- | ---------------- | ---------------- | ---------------- | ---------------- | ---------------- | ----------------- | ----------------- | ----------------- | ---------------- | ---------------- | ---------------- | ---------------- | ---- |
| Sergej Karjakin | 2772                   | ½                | ½                | ½                | ½                | ½                | ½                | ½                | 1                | ½                | 0                 | ½                 | ½                 | ½                | ½                | 0                | 0                | 6(1) |
| Magnus Carlsen  | 2853                   | ½                | ½                | ½                | ½                | ½                | ½                | ½                | 0                | ½                | 1                 | ½                 | ½                 | ½                | ½                | 1                | 1                | 6(3) |

 V mistrovském turnaji s Karjakinem trvalo osm kol, než někdo dokázal vyhrát partii, a byl to právě ruský šachista. 10. hru však zase ovládl norský obhájce titulu, takže po 12 klasických partiích byl stav vyrovnaný a rozhodnout musely rapid partie. V nich se po dvou remízách nakonec prosadil Carlsen, takže podruhé obhájil svůj titul mistra světa, tentokrát ale jen velmi těsně.

## Zápas o titul mistra světa 2018
| Vážné partie    | Vážné partie           | Vážné partie    | Vážné partie     | Vážné partie     | Vážné partie     | Vážné partie     | Vážné partie     | Vážné partie     | Vážné partie     | Vážné partie     | Vážné partie      | Vážné partie      | Vážné partie      | Rapid partie     | Rapid partie     | Rapid partie     |      |
|                 | FIDE Elo listopad 2018 | 1. partie 9.11. | 2. partie 10.11. | 3. partie 12.11. | 4. partie 13.11. | 5. partie 15.11. | 6. partie 16.11. | 7. partie 18.11. | 8. partie 19.11. | 9. partie 21.11. | 10. partie 22.11. | 11. partie 24.11. | 12. partie 26.11. | 1. partie 28.11. | 2. partie 28.11. | 3. partie 28.11. | Body |
| --------------- | ---------------------- | --------------- | ---------------- | ---------------- | ---------------- | ---------------- | ---------------- | ---------------- | ---------------- | ---------------- | ----------------- | ----------------- | ----------------- | ---------------- | ---------------- | ---------------- | ---- |
| Fabiano Caruana | 2832                   | ½               | ½                | ½                | ½                | ½                | ½                | ½                | ½                | ½                | ½                 | ½                 | ½                 | 0                | 0                | 0                | 6(0) |
| Magnus Carlsen  | 2835                   | ½               | ½                | ½                | ½                | ½                | ½                | ½                | ½                | ½                | ½                 | ½                 | ½                 | 1                | 1                | 1                | 6(3) |

Poprvé v historii soubojů o titul mistra světa skončily všechny klasické partie remízou. Přestože měl Carlsen několik šancí skórovat (především v první a poslední partii), nepodařilo se mu je využít. Ve 12. partii si Carlsen vytvořil černými figurami velký tlak a dosáhl pozice, kterou mohl postupně zesilovat, ale v 27. tahu překvapivě nabídl remízu. Garri Kasparov následně prohlásil, že Carlsen ztratil nervy a že už mu nevěří. Nor však dokázal, že je mistrem světa právem, a v rapid partiích Caruanu převálcoval poměrem 3–0.

## Zápas o titul mistra světa 2021
| Vážné partie      | Vážné partie           | Vážné partie     | Vážné partie     | Vážné partie     | Vážné partie     | Vážné partie    | Vážné partie    | Vážné partie    | Vážné partie    | Vážné partie    | Vážné partie     | Vážné partie      | Vážné partie          | Vážné partie          | Vážné partie          | Vážné partie |
|                   | FIDE Elo listopad 2021 | 1. partie 26.11. | 2. partie 27.11. | 3. partie 28.11. | 4. partie 30.11. | 5. partie 1.12. | 6. partie 3.12. | 7. partie 4.12. | 8. partie 5.12. | 9. partie 7.12. | 10. partie 8.12. | 11. partie 10.12. | 12. partie 11.12.     | 13. partie 12.12.     | 14. partie 14.12.     | Body         |
| ----------------- | ---------------------- | ---------------- | ---------------- | ---------------- | ---------------- | --------------- | --------------- | --------------- | --------------- | --------------- | ---------------- | ----------------- | --------------------- | --------------------- | --------------------- | ------------ |
| * Jan Něpomňaščij | 2782                   | ½                | ½                | ½                | ½                | ½               | 0               | ½               | 0               | 0               | ½                | 0                 | Zápas byl již ukončen | Zápas byl již ukončen | Zápas byl již ukončen | 3½           |
| Magnus Carlsen    | 2856                   | ½                | ½                | ½                | ½                | ½               | 1               | ½               | 1               | 1               | ½                | 1                 | Zápas byl již ukončen | Zápas byl již ukončen | Zápas byl již ukončen | 7½           |

* Poznámka: Něpomňaščij z důvodu protiruských sankcí WADA hrál pod vlajkou ruské šachové federace.
Po úvodních pěti remízách se Carlsenovi podařilo vyhrát, přičemž šlo s 136 tahy o nejdelší hru v dějinách šachových mistrovství světa. Carlsen pak zbytek turnaje ovládl a již v 11. partii si zajistil vítězství a čtvrtou obhajobu svého titulu.
Po tomto mistrovství Carlsen oznámil, že znovu hrát o titul má v úmyslu jen pokud se jeho vyzyvatelem stane Alireza Firouzja. K tomu nedošlo, turnaj kandidátů roku 2022 vyhrál opět Něpomňaščij, a Carlsen následně potvrdil, že nemá motivaci titul obhajovat a dalšího mistrovství se už nezúčastní. Novým mistrem světa se tak v dubnu 2023 stal čínský šachista Ting Li-žen, druhý v turnaji kandidátů, který na mistrovství Něpomňaščiho o bod porazil.

## Osobní život
Carlsen se označuje za sociálního demokrata a stravuje se převážně vegetariánsky.
Je fotbalovým fanouškem a jeho oblíbeným týmem je Real Madrid. Když se poprvé stal šachovým mistrem světa, 30. listopadu 2013 dostal (jako dárek k narozeninám) možnost provést čestný výkop utkání La Ligy mezi Madridem a Valladolidem. Sleduje také Premier League a hraje Fantasy fotbal, kde se v prosinci 2019 dostal dokonce na průběžné první místo ze sedmi milionů účastníků hry (nakonec skončil desátý).
Jako mnoho jiných šachistů se věnuje i hraní pokeru. V roce 2022 se na norském mistrovství umístil na 25. místě ze 1050 hráčů.
Od února 2024 byl Carlsen vídán ve společnosti partnerky Elly Victorie Maloneové (* 1998), norsko-amerického původu. Na počátku roku 2025 pár oznámil, že bude sezdán v soukromí o prvním lednovém víkendu. Sňatek proběhl 4. ledna v Holmenkollenu na předměstí Osla. Manželé naznačili, že plánují mít děti a zabydlet se v Singapuru, kde Ella Victoria převážně vyrůstala.